# St. Marys (Tasmania)
St. Marys – miasto w Australii, na Tasmanii.